# Corumbaíba
Corumbaíba es un municipio brasileño del estado de Goiás. Su población estimada en 2004 era de 7.233 habitantes.